# Didier Simon

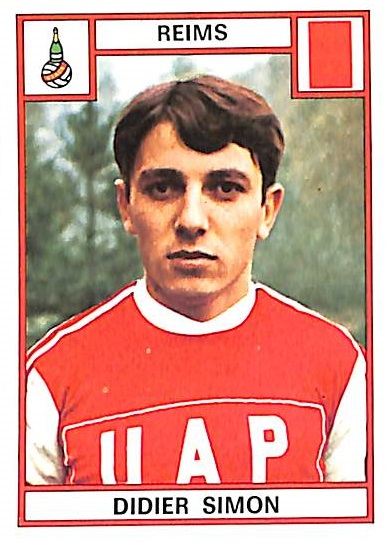
Saison 1975-1976 Stade De Reims

Didier Simon  est un footballeur français né le 9 septembre 1953 à Arques-la-Bataille (Seine-Maritime). Il est milieu de terrain de 1,76 m.

## Biographie
Il rejoint les rangs du Stade de Reims en 1972 après avoir évolué une saison au FC Rouen. 
En équipe de France il est présélectionné une fois contre l'Espagne, mais il est barré par un certain Michel Platini.

## Carrière de joueur
- 1957-1971 : ES Arques-la-Bataille
- 1971-1972 : FC Rouen
- 1972-1977 : Stade de Reims
- 1977-1982 : Lille OSC
- 1982-1985 : FC Sochaux-Montbéliard[1]

## Palmarès
- Championnat de France D2 en 1978 avec le Lille OSC